# حكايات التاروت
حكايات التاروت هي الرواية رقم 20 كما أنها حلقة الرعب الثانية في سلسلة ما وراء الطبيعة التي تصدرها المؤسسة العربية الحديثة ضمن روايات مصرية للجيب للكاتب أحمد خالد توفيق تعد السلسلة أول سلسلة روايات عربية في أدب الرعب.

## أحداث الحلقة
يكون رفعت إسماعيل وهاري شيلدون وسام كولبي في حفلة لنادى يدعى نادى السحر، وهناك يكون فرانتز لوسيفر الذي يطلب من الذين يريدون أن يلحقوا به في صومعة الأحلام أن يتبعوه، وبالفعل يتجمع سبعة أشخاص ليطلب من كل واحد منهم أن يخلط من كل واحد أوراق تاروت، ليخبر كل واحد فيهم بقصة الجزء الذي حدث له والجزء الذي سوف يحدث :

### الحكاية الأولى: ماذا أصاب لويز؟ بطولة ليليان مازورسكى
- الجزء الذي حدث : بعد زواج أبنائها وأبتعادهم عنها، تبقى ليليان مع ابنتها الباقية لويز الذي لا زالت طالبة تدرس، وشيء فشيئ تلاحظ ليليان تغيير في لويز، حيث أصبحت تنام النهار وتستقيظ الليل كله، وراحت تفقد وزنها بسرعة وكفت عن الأستحمام، وينصحها طبيب أما أن أبنتها مدمنة على المخدرات أو أصابها مس شيطانى وينصحها بالذهاب إلى فرانتز لوسيفر.
- الجزء الذي سوف يحدث : ستعود ليليان ذات يوم لتقرر أن تضع نهاية لهذا الأمر، فتغلق المنزل عليها وعلى أبنتها حتى تكتشف ماذا حل بها ولن تسمح لها بالخروج أبدا، لتكتشف في نهاية الأمر أن أبنتها تحولت إلى مصاصة دماء لتهاجم أمها وتقتلها في النهاية.

### الحكاية الثانية: اللعبة بطولة جون ميلز
- الجزء الذي حدث : عرف جون أنه مصاب بمرض خلقى في كليتيه وأنه للموت أقرب من الحياة، وأنه يحتاج إلى زرع كلية وأمامه طابور طويل لينتظره، وهنا يندمج أكثر وأكثر في القمار ويراه ذات مرة جيروم كلايد أحد مرؤسيه ليعرض عليه كليته، والذي يتصادف أنها تتوافق مع جسد جون ولكنه يطلب منه أن يلعب لعبة الروليت الروسي، وأن يطلق على نفسه أربعة مرات وإذا نجا فاز بكلية كلايد، ويفسر كلايد رغبته في ذلك لأن كلاهما مقامر.
- الجزء الذي سوف يحدث : يوضح فرانتز لوسيفر لجون أنه سينجو في المرة الأولى والثانية والثالثة، ولكنه لا يخبره بعد ذلك بشيئ وينصحه بالتجربة.

### الحكاية الثالثة: فودو بطولةهاري شيلدون
- الجزء الذي حدث : يعود هاري شيلدون ذات مرة لمنزله ليجده تعرض للسرقة، أما أهم ما سرق فهو فتيش زوجته نتيجة مغامرة سابقة أسطورة الموتى الأحياء، والذي عن طريقه يمكن إيذاء زوجته فيذهب إلى الأم مارشا التي تقوم بعزل الدمية عن زوجته، وفي المقابل تطلب الأم مارشا بضعة قطرات من دمه مقابل هذا، فيعطيها هارى ما أرادت ليعرف من فرانتز لوسيفر أنها هي وأبنها من قام بسرقة الدمية، لأنها تريد باستخدام سحر الفودو أن تحل صفات زوجته ليندا فيها.
- الجزء الذي سوف يحدث : سوف يعود هارى ذات مرة إلى منزله ليجد زوجته ميتة، وينصحه فرانتز لوسيفر أن يستعيد دمية زوجته.

### الحكاية الرابعة: والآن نرجوكم الصمت بطولة مارى جوليم
- الجزء الذي حدث : كانت مارى وما تزال تعشق قصص الرعب وما وراء الطبيعة، وذات يوما وهي جالسة بين صديقاتها هارييت ولويز مازورسكى وهيلين، يقرروا أن يستدعوا روح جاك السفاح ولكن لم يحدث شيء، لتفاجأ مارى ان هيلين قد قتلت في اليوم التالي بنفس الطريقة التي كان يتصرف بها جاك السفاح.
- الجزء الذي سوف يحدث : يخبرها فرانتز لوسيفر أن هيلين لا يعرف عنها أحد أي شيء، لأنها ساحرة وأنها يجب أن تتخلص منها بحرقها قبل أن تؤذيها وتؤذى كل من حولها.

### الحكاية الخامسة:مذءوببطولةسام كولبي
- الجزء الذي حدث : يستعين القس جونز بسام كولبي لأنه عرف أن هناك مذءوب في دار هالبروك، حيث ميز القس لهجة من جاء للأعتراف بأنه مذءوب ويطالب من سام ان يخلصه من المذءوب خصوصا بعد أن تسبب في مقتل أبنة هالبروك بطريقة وحشية، ويذهب سام غلى العائلة للتعرف عليها مع القس جونز لتحديد من هو المذءوب.
- الجزء الذي سوف يحدث : يذهب سام ليلة أكتمال البدر إلى عائلة هالبروك، ومعه مسدس به طلقة فضية للقضاء على المذءوب ولكن ما تفعل طلقة واحدة بعد أن يكتشف ان العائلة كلها من المذءوبين.

### الحكاية السادسة: خطوات في الردهة بطولة د.رفعت إسماعيل
- الجزء الذي حدث : يكون رفعت إسماعيل في رحلة طلابية إلى القناطر الخيرية، وهناك أثناء ألتقاطه للصور يلتقى صورة لطالب وطالبة متزوجان ويعرفا ذلك.
- الجزء الذي سوف يحدث : وعند تحميض الصور يجد رفعت ان الطالب والطالبة لا يظهران فيها، ويلاحظ ان هناك من عبث في شقته، وذات يوم سيجدهم رفعت في شقته في صورة أكتوبلازمية حيث يريدان الصور، وبعد التخلص من الصور يهجمان عليه للتخلص من الذي رأى الصور.

### خاتمة الحلقة
و بعد ذلك بأيام يقرأ الجميع في الصحف مقتل لويز بيد أمها وأنها ليس مصاصة دماء ولكنها مدمنة، ومقتل جون ميلز بعد أن خاض التجربة ومات بيده هو، ومحاولة مارى أن تقتل هارييت حرقا ولكن هارييت تستغيث بالجيران، ويحاول سام كولبي أن يقتل عائلة كاملة مدعيا أنهم من المذءوبين.
و يعرف هارى ورفعت ان فرانتز لوسيفر حاول دفعهم إلى الهلاك جميعا لأنه كما يقول اسمه شيطان، شيطان يتسلى بتحريض الأبرياء على الشر وأثارة هلعهم من كل شيء، ويقرر هاري شيلدون أسترجاع دمية زوجته مهما كان الثمن، ولن نعرف ماذا سوف يحدث لرفعت إلا بعد عودته إلى القاهرة وهذه قصة أخرى.

## أبطال الرواية
- رفعت إسماعيل : طبيب أمراض الدم والأستاذ الجامعي الكهل المقيم بالقاهرة، نحيل، أصلع، ذو عوينات، يعاني من كتيبة من الأمراض منها على سبيل المثال لا الحصر : القرحة المعدية، ضيق الشرايين، الربو الشعبي، التهاب الرئة، آلام المفاصل، قلق، متشائم، نحس يقع في المصائب.
- فرانتز لوسيفر : العامل المضاد في السلسلة، وبسبب اسمه فإنه يُعتبر تجسيداً للشيطان، ظهر في هذه الرواية بصورة قارئ أوراق تاروت مجري.
- هاري شيلدون : صديق رفعت أمريكي الجنسية، وهو مهندس كمبيوتر عصبي مُشاجِر.
- سام كولبي : نصاب وساحر يهودي.
- ليليان مازورسكى : ربة منزل، أرملة وأم لثلاثة، وهي سكرتيرة سابقة، جاءت لتستشير فرانتز لوسيفر عن أبنتها لويز.
- مارى جوليم:فتاه رومانسية تعشق الرعب وهي قريبة ليليان مازورسكى.
- جون ميلز : مدير شركة، متزوج ولم ينجب، يدمن القمار، جاء ليستشير فرانتز لوسيفر عن لعبة قاتلة.